# Masiakrikipaati
Masiakrikipaati, ook wel Masia paati,  is een eiland in de Boven-Surinamerivier ter hoogte van de dorp Masiakriki dat aan de rechteroever ligt.
Het eiland is begroeid met bomen en was tot 2010 onbewoond. Vervolgens werd hier een eenvoudig vakantieoord ingericht met een hangmattenplek en een grote pinahut (hut van pinabladeren).